# Gedenkteken Ronald Abaisa
Het gedenkteken Ronald Abaisa bevindt zich in de Henck Arronstraat in Paramaribo, Suriname. Hier werd het in 2023 naartoe verplaatst; ervoor stond het bij het beeld van Kwakoe in de Dr. Sophie Redmondstraat nabij de kruising met de Zwartenhovenbrugstraat.
Het gedenkteken herdenkt de dood van Ronald Abaisa (1944-1973), ook bekend als Jowini Abaisa, een Aukaanse vakbondsman van de Bond van Arbeiders van de Geologisch Mijnbouwkundige Dienst (GMD).
Op 27 februari 1973 trokken boze werknemers van de GMD via de toenmalige Gravenstraat naar het gebouw van de Staten van Suriname om hun eis dat de achterstallige lonen moesten worden uitbetaald, kracht bij te zetten. Ter hoogte van de Noorderkerkstraat, vlak bij de Sint-Petrus-en-Pauluskathedraal, raakten de betogers slaags met de politie, die gebruikmaakte van bullenpezen en traangasgranaten. Toen er vervolgens toch een paar honderd betogers doorliepen, werd er geschoten, waarbij de 29-jarige Ronald Abaisa dodelijk gewond raakte. De betoging werd afgebroken. Het stoffelijk overschot van Abaisa werd op 2 maart van Zorg en Hoop naar Stoelmanseiland gevlogen om dan verder vervoerd te worden per korjaal naar zijn geboortedorp Godo-olo aan de Tapanahony, onderweg alle Marrondorpen aandoende.
Op 27 februari 1974 plaatsten vertegenwoordigers van de vakbond Centrale van Landsdienaren Organisatie (CLO) in de toenmalige Gravenstraat waar Abaisa was gestorven een gedenkteken, dat enige uren later door de politie in beslag werd genomen. Enkele maanden later slaagde de vakbond erin om het gedenkteken op 1 mei 1974 bij het beeld van Kwakoe te plaatsen.
Het metalen gedenkteken werd gemaakt door Jack Pinas. Erop staat de volgende tekst aan beide zijden van het gedenkteken in het Sranantongo:
abaisa jowini
joe broedoe
ben lon
foe wasi
sranangron
27-2-73

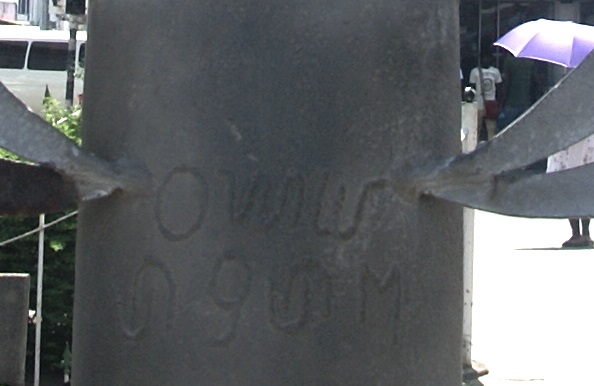
In Afaka-schrift staat in het Aukaans geschreven: ik ben bereid voor vrijheid te sterven.

Daaronder staat aan 1 zijde in het Afaka-schrift, een syllabisch schrift voor de taal Aukaans, de tekst Odunm’sigasiye, een citaat van Abaisa, dat betekent ik ben bereid voor vrijheid te sterven. De tekst in het Afaka is geschreven door André R.M. Pakosie.
De CLO herdenkt elk jaar Abaisa door een kranslegging bij het gedenkteken.